# 朝日建物管理
朝日建物管理株式会社（あさひたてものかんり）は、朝日新聞社グループの建物管理・賃貸・ビルメンテナンス事業に携わる会社である。

## 概要
株式会社朝日ビルディングが展開するオフィスビルをはじめ、東京、大阪、名古屋の朝日新聞各本社ビル、朝日新聞印刷工場、有楽町センタービル（マリオン）、朝日放送、関西テレビ放送、テレビ朝日、千里朝日阪急ビル、朝日会館などの清掃、設備管理、警備、受付業務などのビル運営管理を担っている。
2001年8月、新たに朝日新聞社からの直接の出資を受け、その子会社となり、新聞社の現業部門の業務移管を大幅に受けるなど、朝日新聞グループの中核企業として位置づけられている。総合ビルメンテナンス会社としては朝日新聞グループで唯一の会社となる。大阪に本社を置き、東京に本部、名古屋、福岡に支店、他に全国に48営業所（事業所含む）を設置している。

## 沿革
- 1957年（昭和32年）10月 - 創業。
- 1958年（昭和33年）
  - 3月 - フェスティバルホール及び新朝日ビルディングの管理を受注。
  - 9月 - 関西テレビ放送の管理を受注。
- 1959年（昭和34年）- 朝日新聞大阪本社の管理を受注
- 1966年（昭和41年）- 朝日放送新社屋の管理を受注。
- 1970年（昭和45年）- 大阪万博でイタリア館と香港館の清掃を担当。
- 1980年（昭和55年）- 蒲田朝日ビルの管理を受注。
- 1981年（昭和56年）- 名古屋ATビルの管理を受注。
- 1989年（平成元年）- 朝日新聞座間工場、堺工場の管理を受注。
- 1991年（平成3年）- クリスタルタワーの管理を受注。
- 1992年（平成4年）- 朝日新聞東京本社、千里朝日阪急ビル管理受注
- 1993年（平成5年）- 神戸朝日ビル管理受注
- 1994年（平成6年）- 梅田第一生命ビル管理受注
- 1998年（平成10年）- 関西テレビ放送新社屋管理受注
- 2002年（平成14年）- テレビ朝日新社屋の管理を受注。テレビ朝日営業所を開設。
- 2004年（平成16年）
  - 4月 - 有楽町マリオン技術センターを開設。
  - 12月 - 関西テレビ放送支店を開設。
- 2005年（平成17年）- 名古屋支店開設。
- 2008年（平成20年）- 朝日プレスサービスと合併。
- 2009年（平成21年）- 朝日サービス興産と合併。
- 2011年（平成23年）- プライバシーマーク取得。
- 2012年（平成24年）
  - 中之島フェスティバルタワーの管理を受託（警備・清掃・設備）。
  - ISO9001（品質）取得。
  - 中之島フェスティバルタワー18Fに本社移転。

## 主な事業所
- 本社 - 大阪市北区中之島2丁目3番18号　中之島フェスティバルタワー18階
- 東日本営業本部 - 東京都中央区築地5丁目3番2号　朝日新聞東京本社新館11階
- 名古屋支店 - 愛知県名古屋市中区栄一丁目3番3号　朝日会館2階
- 九州支店 - 福岡県北九州市小倉北区室町1丁目1番1号　リバーウォーク北九州 朝日新聞社棟8階